# Liste der Bodendenkmäler in Huglfing
Auf dieser Seite sind die Bodendenkmäler in der oberbayerischen Gemeinde Huglfing zusammengestellt. Diese Tabelle ist eine Teilliste der Liste der Bodendenkmäler in Bayern. Grundlage ist die Bayerische Denkmalliste, die auf Basis des Bayerischen Denkmalschutzgesetzes vom 1. Oktober 1973 erstmals erstellt wurde und seither durch das Bayerische Landesamt für Denkmalpflege geführt wird. Die folgenden Angaben ersetzen nicht die rechtsverbindliche Auskunft der Denkmalschutzbehörde.

## Bodendenkmäler in Huglfing
| Lage                             | Objekt | Akten-Nr.     | Bild                                                          |
| -------------------------------- | --- | ------------- | ------------------------------------------------------------- |
| (Standort)                       | Grabhügel mit Bestattungen der Hallstattzeit und Nachbestattungen der frühen Latènezeit und der römischen Kaiserzeit.                                                  | D-1-8232-0020 |                                                               |
| (Standort)                       | Grabhügel mit Bestattungen der Hallstattzeit. | D-1-8232-0032 |                                                               |
| (Standort)                       | Grabhügel vorgeschichtlicher Zeitstellung. | D-1-8232-0033 |                                                               |
| (Standort)                       | Grabhügel mit Bestattungen der Hallstattzeit. | D-1-8232-0035 |                                                               |
| (Standort)                       | Grabhügel mit Bestattungen der Bronzezeit, der Hallstattzeit, der frühen Latènezeit sowie der frühen römischen Kaiserzeit.                                             | D-1-8232-0037 |                                                               |
| (Standort)                       | Siedlung der römischen Kaiserzeit. | D-1-8232-0039 |                                                               |
| (Standort)                       | Grabhügel vorgeschichtlicher Zeitstellung. | D-1-8232-0044 |                                                               |
| (Standort)                       | Burgstall des späten Mittelalters und der frühen Neuzeit (Burgstall Rameck).                                                                                           | D-1-8232-0047 |                                                               |
| Sankt-Johann-Straße 3 (Standort) | Untertägige mittelalterliche und frühneuzeitliche Befunde im Bereich der katholischen Pfarrkirche St. Magnus in Huglfing und ihrer Vorgängerbauten.                    | D-1-8232-0086 | weitere Bilder                                                |
| Friedhofweg 1 (Standort)         | Untertägige spätmittelalterliche und frühneuzeitliche Befunde im Bereich der katholischen Friedhofskirche St. Johannes der Täufer in Huglfing und ihres Vorgängerbaus. | D-1-8232-0087 | Untertägige spätmittelalterliche und frühneuzeitliche Befunde |
| (Standort)                       | Untertägige frühneuzeitliche Befunde im Bereich der katholischen Kapelle Heilig Kreuz in Grasleiten und ihres Vorgängerbaus.                                           | D-1-8232-0099 | weitere Bilder                                                |
| (Standort)                       | Verebneter Grabhügel vorgeschichtlicher Zeitstellung. | D-1-8233-0081 |                                                               |
| (Standort)                       | Grabhügel vorgeschichtlicher Zeitstellung. | D-1-8233-0082 |                                                               |